# Nicollette Sheridan
Colette Sheridan, bardziej znana jako Nicollette Sheridan (ur. 21 listopada 1963 w Worthing) – brytyjska aktorka telewizyjna i filmowa, modelka, najlepiej znana jako namiętna, ale i niebezpieczna Edie Britt w kultowym serialu Gotowe na wszystko.

## Życiorys

### Wczesne lata
Urodziła się w Worthing w hrabstwie West Sussex jako córka angielskiej aktorki Sally Sheridan (z domu Adams), znanej także jako Dani Sheridan i Sally Adams, i Arthura. W 1969 jej matka zaczęła romans z grecko–amerykańskim aktorem Telly Savalasem, podczas pracy na planie filmowym W tajnej służbie Jej Królewskiej Mości. Po zakończeniu zdjęć, Savalas przeniósł się z całą rodziną do Stanów Zjednoczonych. Jej matka urodziła syna Nicholasa Savalasa (ur. 24 lutego 1973). W 1973, kiedy Savalas rozpoczął zdjęcia do serialu Kojak, przeprowadził się do Los Angeles.
W 1977 Savalas i Sally Sheridan rozstali się, a rodzina podzieliła swój czas między USA i Wielką Brytanią.
Sheridan była krnąbrna jako nastolatka. Spędziła trzy lata w The Buckley School, szkole prywatnej koło Los Angeles. Matka odtransportowała ją do szkoły przy Millfield w Somerset, poza Londynem, ukończyła ją w 1981.

### Kariera
W Londynie pracowała jako modelka w reklamach telewizyjnych i drukowanych w prasie. W 1984 roku zadebiutowała rolą młodej modelki Taryn Blake w operze mydlanej ABC Papierowe lalki (Paper Dolls) z udziałem Morgan Fairchild, Lloyda Bridgesa, Mimi Rogers, Dacka Rambo, Richarda Beymera, Brendy Vaccaro, Terry Farrell i Jonathana Frakesa. Rok później trafiła na duży ekran w roli tytułowej w komedii romantycznej Roba Reinera Pewna sprawa (The Sure Thing, 1985) z Johnem Cusackiem i Daphne Zunigą.
Zwróciła na siebie uwagę w operze mydlanej CBS Knots Landing (1986–93) w roli manipulacyjnej i przebiegłej Paige Matheson, za którą dwukrotnie zdobyła nagrodę Soap Opera Digest (1990 i 1991). W telewizyjnej adaptacji powieści Jackie Collins NBC Uśmiechy losu (Lucky Chances, 1990) obok Vincenta Irizarry, Michaela Nadera, Stephanie Beacham, Leann Hunley i Sandry Bullock pojawiła się jako Lucky Santangelo.
W 1990 czytelnicy magazynu „People” wybrali ją do grona 50. najbardziej atrakcyjnych kobiet na świecie.
W 1998 startowała w castingu do roli Grace Adler w sitcomie NBC Para nie do pary (Will & Grace), lecz ostatecznie zagrała ją Debra Messing, Sheridan pojawiła się gościnnie w serialu w 2003 jako dr Danielle Morty.
Znalazła się na 1. miejscu zestawienia Najgorzej ubranych Amerykanek w 2004 roku zorganizowanego przez projektanta mody Richarda Blackwella.
W 2004 przyjęła rolę Edie Britt w serialu ABC Gotowe na wszystko (Desperate Housewives). Podczas castingu Sheridan starała się o rolę Bree Van de Kamp, podczas gdy grająca ją ostatecznie Marcia Cross usiłowała zdobyć pracę jako Mary Alice Young. Za kreację Edie otrzymała Nagrodę Gildii Aktorów Ekranowych (2004) oraz nominację do Złotego Globu (2005).
W 2005 wraz z Marcią Cross wzięła udział w reklamie 7Up Plus.
5 kwietnia 2010 złożyła pozew, w sądzie w Los Angeles, przeciwko twórcy serialu Gotowe na wszystko oraz stacji ABC. Nicollette utrzymywała m.in., że Marc Cherry (twórca i producent telewizyjny) uderzył ją na planie produkcji we wrześniu 2008. W pozwie można przeczytać, że gdy Sheridan zapytała go o kwestię ze scenariusza, Cherry wziął ją na bok i mocno uderzył ręką w twarz i głowę. Później podobno błagał o przebaczenie. Aktorka domagała się 20 mln dolarów. Pozew miał być rozpatrzony w sądzie w październiku 2011 roku. 16 sierpnia 2012 roku sąd apelacyjny uznał, że aktorka nie może ubiegać się o wszczęcie postępowania o bezprawne wypowiedzenie, gdyż nie została zwolniona (jej kontrakt nie został przedłużony po piątym sezonie serialu). Sąd zgodził się rozpatrzyć pozew, lecz 5 listopada 2013 sędzia z Los Angeles, Michael Stern, wydał wyrok, na mocy którego aktorka nie może rościć sobie prawa do odszkodowania, gdyż nie złożyła skargi w adekwatnym organie administracyjnym w terminie 6 miesięcy od incydentu. Pozew złożony w tak późnym czasie, z pominięciem istotnego dla sprawy urzędu, spowodował, iż aktorce zarzucono działanie pod wpływem uprzedzeń.
Od marca 2018 roku (s01e17 „Enter Alexis”) do marca 2019 (s02e15 „Motherly Overprotectiveness”) grała rolę kultowej Alexis Carrington z d. Morell w nowej wersji serialu „Dynastia”, lecz zrezygnowała z roli ze względu na chorobę matki, którą chciała się zaopiekować. Rolę przejęła po niej Elizabeth Gillies, następnie Elaine Hendrix.

## Życie prywatne
W 1979, kiedy miała 15 lat, związała się z dawnym idolem nastolatków Leifem Garrettem (wł. Leif Per Nervik, ur. 1961) i później zamieszkała z nim w domu jego matki. Ich związek trwał sześć lat (1979-85). Dwie dekady później, Garrett przyznał, że pomagał Sheridan w jej początkach kariery i powiedział o niej: – Ona jest specjalną osobą w moim życiu.
Spotykała się także z czarnoskórym graczem futbolu amerykańskiego Marcusem Allenem, aktorem Scottem Baio (1987–1988) i synem gitarzysty Franka Zappy – muzykiem Dweezilem Zappą (1988). 7 września 1991 r. wyszła za mąż za aktora Harry’ego Hamlina, lecz w 1993 doszło do rozwodu. Zagrali razem w telewizyjnym thrillerze Showtime Podstęp (Deceptions, 1990) obok Roberta Davi.
W 1992 związała się z piosenkarzem Michaelem Boltonem, ich związek trwał pięć lat. 14 marca 2006 Sheridan i Bolton ogłosili swój ponowny związek, śpiewali w duecie „Second Time Around” z albumu „Bolton Swings Sinatra”. W grudniu 2007 roku Sheridan po raz pierwszy przyjechała do Polski, gdzie uczestniczyła w Jubileuszu Telewizji Polsat podczas występu narzeczonego – Michaela Boltona. Oboje zapowiedzieli chęć ponownego odwiedzenia kraju. Jednak para odwołała zaręczyny 26 sierpnia 2008.
Sheridan została wegetarianką.
Romansowała z aktorem Jamesem Woodsem (1995–1996), aktorem Jamesem Wilderem (2002–2003), pochodzącym ze Szwecji trenerem personalnym Niklasem Söderblomem (2004–2005) i aktorem Davidem Spade (2008–2009).
12 grudnia 2015 poślubiła Aarona Phypersa. Rozwiedli się 17 sierpnia 2018.

## Filmografia
| Rok       | film fabularny/serial TV                                  | Rola                                            |
| --------- | --------------------------------------------------------- | ----------------------------------------------- |
| 1984      | Papierowe lalki (Paper Dolls, serial TV)                  | Taryn Blake                                     |
| 1985      | Pewna sprawa (The Sure Thing)                             | Pewna sprawa                                    |
| 1986      | Altanka nieboszczyka (Dead Man’s Folly, TV)               | Hattie Stubbs                                   |
| 1986–1993 | Knots Landing (serial TV)                                 | Paige Matheson                                  |
| 1986      | Dark Mansions (TV)                                        | Banda Drake                                     |
| 1988      | Paradise znaczy raj (Paradise)                            | Lily                                            |
| 1990      | Uśmiechy losu (Lucky Chances, TV)                         | Lucky Santangelo Richmond Stanislopolous Golden |
| 1990      | Podstęp (Deceptions)                                      | Adrienne Erickson                               |
| 1990      | Czego nie widać (Noises Off...)                           | Brooke Ashton/Vicki                             |
| 1992      | Pajęczyna zbrodni (Somebody’s Daughter)                   | Sara                                            |
| 1994      | A Time to Heal                                            | Jenny Barton                                    |
| 1994      | Cień pożądania (Shadows of Desire)                        | Rowena Ecklund                                  |
| 1995      | Srebrny Brzeg (Silver Strand)                             | Michelle Hughes                                 |
| 1995      | Sprawa McMartinów (Indictment: The McMartin Trial)        | Grace                                           |
| 1995      | Epidemia (Virus)                                          | Marissa Blumenthal                              |
| 1996      | Szklanką po łapkach (Spy Hard)                            | Veronique Ukrinsky – Agent 3.14                 |
| 1996      | Najbliżsi sąsiedzi (People Next Door, The)                | Anna Morse                                      |
| 1997      | Knots Landing: Back to the Cul-de-Sac                     | Paige Matheson                                  |
| 1997      | Pamięć zbrodni (Murder In My Mind)                        | Callain Pearson                                 |
| 1997      | Wielki biały ninja (Beverly Hills Ninja)                  | Alison Page                                     |
| 1998      | Łańcuszek szczęścia (Dead Husbands)                       | Alexandra Elston                                |
| 1999      | Czuły punkt (Raw Nerve)                                   | Izabel Sauvestre                                |
| 2000      | Kręcone schody (Spiral Staircase, The)                    | Helen Capel                                     |
| 2002      | Czy my się nie znamy? (Haven’t We Met Before?)            | Eliza                                           |
| 2002      | Tarzan i Jane                                             | Eleanor (głos)                                  |
| 2002      | .com for Murder                                           | Misty Brummel                                   |
| 2003      | Para nie do pary (Will & Grace)                           | dr Danielle Morty                               |
| 2003      | Śmiertelna zdrada (Deadly Betrayal)                       | Donna                                           |
| 2003      | Zagubiony skarb (Lost Treasure)                           | Carrie                                          |
| 2004      | Śmiertelne wizje (Deadly Visions)                         | Ann                                             |
| 2004–2009 | Gotowe na wszystko (Desperate Housewives)                 | Edie Britt                                      |
| 2007      | Czyściciel (Code Name: The Cleaner)                       | Diane                                           |
| 2008      | Wyprawa na Księżyc 3D (Fly Me To The Moon)                | Nadia                                           |
| 2011      | Miesiąc miodowy dla singla (Honeymoon for One)            | Eve Parker                                      |
| 2011      | Arka Noego: Nowy Początek (Noah’s Ark: The New Beginning) | Zenna                                           |
| 2011      | XXIT                                                      |                                                 |
| 2012      | Jewtopia                                                  | Betsy O’Connell                                 |

## Nagrody
| Rok  | Nagroda                           | Kategoria                                                           | Film               |
| ---- | --------------------------------- | ------------------------------------------------------------------- | ------------------ |
| 1990 | Soap Opera Digest Award           | Znakomita bohaterka: Godziny największej oglądalności               | Knots Landing      |
| 1991 | Soap Opera Digest Award           | Najlepsza aktorka pierwszoplanowa: Godziny największej oglądalności | Knots Landing      |
| 2005 | Nagroda Gildii Aktorów Ekranowych | Wybitne osiągnięcia aktorskie w serialu komediowym                  | Gotowe na wszystko |
| 2006 | Nagroda Gildii Aktorów Ekranowych | Wybitne osiągnięcia aktorskie w serialu komediowym                  | Gotowe na wszystko |